# Plethysmografie
Plethysmografie (von altgriechisch πληθυσμός plēthysmós „Vermehrung, Vergrößerung“ und -graphie) ist ein Messverfahren, mit dem Volumenschwankungen eines Körperteils oder Organs gemessen werden. Sie wird verwendet z. B. als:
- Verschlussplethysmografie zur Diagnostik arterieller und venöser Durchblutungsstörungen in Beinen und Armen,
- Bodyplethysmographie zur Funktionsprüfung der Lunge,
- penile Plethysmografie (Phallografie) zur Feststellung des Erektionsgrades des Penis.
- Finger-Plethysmografie zur Messung des Fingervolumens im Zusammenhang mit dem Puls.
- Luftverdrängungsplethysmographie zum Bestimmen der Körperzusammensetzung, insbesondere des Körperfettanteils, beim Menschen

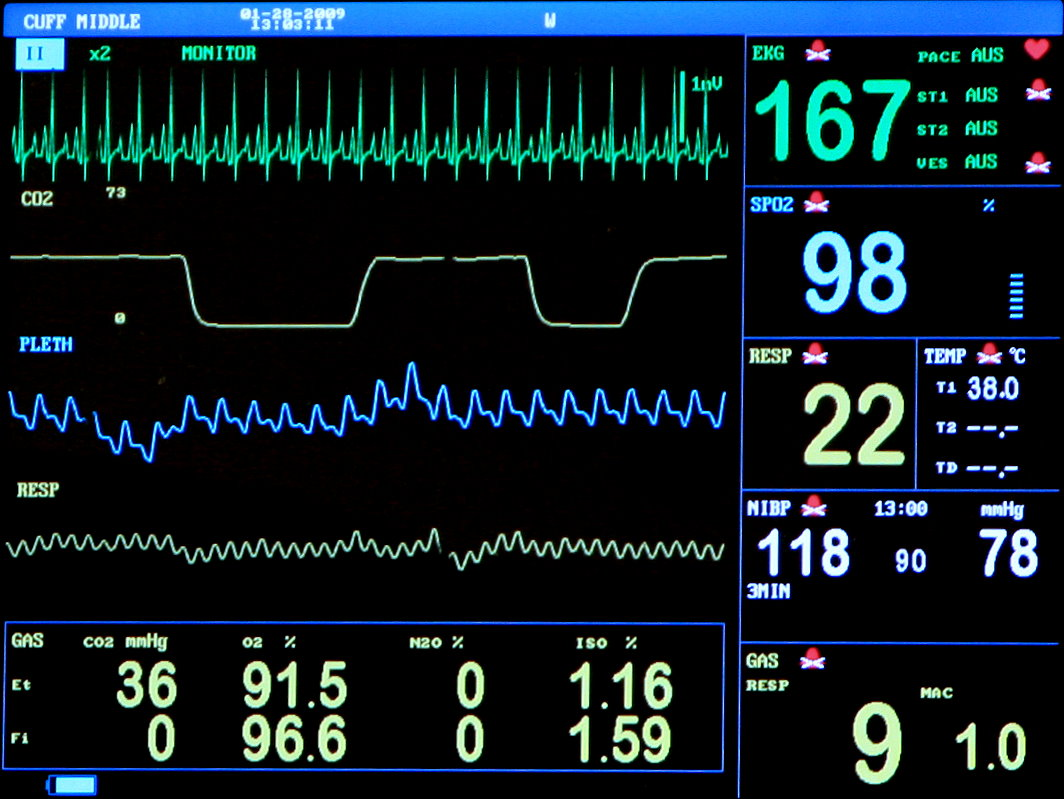
Pulsoxymetrische Darstellung mit Plethysmogramm (3. Kurve von oben, zweiter Messwert von oben)